# All World 2
All World 2 – druga kompilacja największych hitów amerykańskiego rapera LL Cool Ja. Została wydana 8 grudnia 2009 roku.

## Lista utworów
1. „Rock the Bells” (Rubin, Smith) 4:02
2. „Dear Yvette” (Rubin, Smith) 4:08
3. „I'm That Type of Guy” (Ett, Simon, Smith) 5:17
4. „Big Ole Butt” (Latture, Simon, Smith) 4:36
5. „Pink Cookies in a Plastic Bag Getting Crushed by Buildings” (Smith, Williams) 4:17
6. „Around the Way Girl” (Smith, Williams) 4:05
7. „Jack the Ripper” (Rubin, Smith) 4:48
8. „To da Break of Dawn” (Smith, Williams) 4:32
9. „I Shot Ya” (Remix featuring Keith Murray, Fat Joe, Prodigy, & Foxy Brown) (Brown, Collins, Olivier, Smith) 5:04
10. „Ill Bomb” (featuring Big Kap & Funkmaster Flex) (Magidson, Smith, Spivey) 4:01
11. „Phenomenon” (Lawrence, McKenny) 4:05
12. „4, 3, 2, 1” (featuring Canibus, DMX, Method Man & Redman) (Sermon, Simmons, J. Smith, C. Smith) 3:37
13. „Luv U Better” (Hugo, Smith, Williams) 4:40
14. „Paradise”	(Barnes, Burke, Felder, Jackson) 4:35
15. „Headsprung” (Mosley, Smith) 4:27
16. „Hush” (Aurelius, Bushnell, Friedman) 3:35
17. „Baby (Nash, Smith, Stewart) 4:03